# Distretto di Warangal
Warangal è un distretto dell'India di 3 246 004 abitanti. Capoluogo del distretto è Warangal.